# Au pays du rêve
Pour plus de détails, voir Fiche technique et Distribution.
Au pays du rêve (Going Hollywood) est un film musical américain de Raoul Walsh, sorti sur les écrans en 1933.

## Synopsis
Sylvia Bruce quitte son travail de professeur de français à la Briarcroft School pour New York, où elle retrouve la star de la radio Bill Williams pour lui avouer que sa façon de chanter a changé sa vie. Bill, sur le point de partir pour Hollywood, se rend à la gare de Grand Central.  
Là-bas, il est assailli par des journalistes qui veulent des nouvelles de son nouveau film et de son aventure avec l'actrice française Lili Yvonne. Sylvia arrive à prendre le même train et avoue son amour à Bill, qui la repousse gentiment. Finalement à Hollywood elle arrivera à remplacer Lili sur le tournage et fera sensation. 

## Fiche technique
- Titre : Au pays du rêve
- Titre original : Going Hollywood
- Réalisation : Raoul Walsh, assisté de Joseph Newman (non précisé)
- Scénario : Donald Ogden Stewart d'après une histoire de Frances Marion (non créditée)
- Direction artistique : Merrill Pye
- Décors : Edwin B. Willis
- Costumes : Adrian
- Photographie : George J. Folsey
- Son : Douglas Shearer
- Musique : Lennie Hayton, Herbert Stothart
- Chansons : Nacio Herb Brown, Arthur Freed
- Chorégraphie : Albertina Rasch et Harrison Greene
- Montage : Frank Sullivan
- Production  : Walter Wanger
- Société de production : Metro-Goldwyn-Mayer
- Société de distribution : Metro-Goldwyn-Mayer
- Pays de production :  États-Unis
- Langue originale : anglais
- Format : Noir et blanc - 35 mm - 1,37:1 - Son : Mono (Western Electric Sound System)
- Genre : Film musical, romance
- Durée : 78 minutes
- Date de sortie :
  - États-Unis : 22 décembre 1933

## Distribution
- Marion Davies : Sylvia Bruce
- Bing Crosby : Bill 'Billy' Williams
- Fifi D'Orsay : Lili Yvonne
- Stuart Erwin : Ernest Pratt Baker, producteur
- Ned Sparks : M. Bert Conroy, directeur
- Patsy Kelly : Jill Barker
- Bobby Watson : Jack Thompson, l'agent de presse
- Wallace Beery : Lui-même (non crédité)
- Marie Dressler : Elle-même (non créditée)
- Sterling Holloway : Technicien radio (non crédité)
- Robert Montgomery : Lui-même (non crédité)
- Norma Shearer : Elle-même (non créditée)

## Chansons du film
- "Beautiful Girl", "Going Hollywood", "Our Big Love Scene", "We'll Make Hay While the Sun Shines", "Cinderella's Fella", "After Sundown", "Temptation" : paroles et musique de Nacio Herb Brown et Arthur Freed.

## Autour du film
- Sa propre popularité étant en baisse, Marion Davies demanda que Bing Crosby, alors en plein succès, soit son partenaire. William Randolph Hearst, qui finançait les productions de la M-G-M, n'aimait pas la façon de chanter de Crosby et refusa de l'engager. Arthur Freed intercéda en faveur de Crosby et convainquit Hearst que le chanteur serait approprié pour le rôle. Hearst voulait que ce soit l'actrice française Lili Damita qui joue "Lili", mais finit par céder à Marion Davies pour engager Fifi D'Orsay[1].